# Morbidelli
Pour les articles homonymes, voir Morbidelli (homonymie).

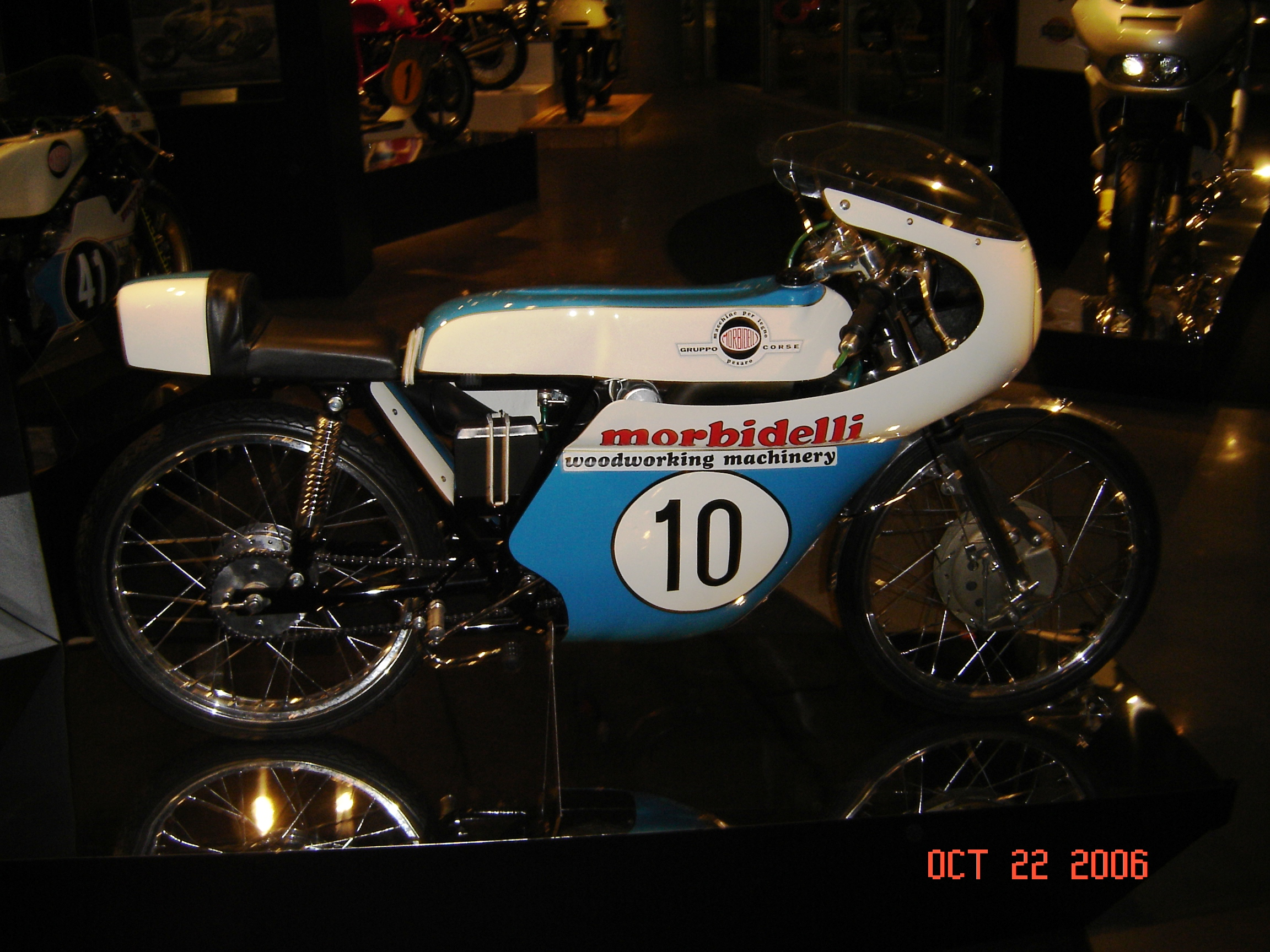
Une moto Grand Prix de 1971 au musée

Morbidelli était une marque de motocyclettes italiennes, fondée par Giancarlo Morbidelli en 1967 à Pesaro, dans la région des Marches. Elle est connue pour avoir fabriqué des motos de course de 125 cm³ très performantes entre 1975 et 1980.

## Historique
En tant que constructeur, Morbidelli a été cinq fois champion du monde de 1975 à 1978, puis en 1980. Ses pilotes s'appelaient Paolo Pileri, Pier Paolo Bianchi, Eugenio Lazzarini et Mario Lega notamment. Il y avait aussi Gilberto Parlotti, mort en course au Tourist Trophy en 1972, sur Morbidelli.
En 1976, Morbidelli fusionne pour donner MBA (Morbidelli-Benelli Armi).
Morbideli continue la compétition jusqu'en 1982. Le fils de Giancarlo, Gianni Morbidelli, fut par la suite un pilote de Formule 1 reconnu.
Morbidelli a construit, en 1994, une moto avec un Morbidelli V8 à 5 vitesses, 32 soupapes, refroidissement liquide, 847 cm³, 90°, mais il ne fut jamais commercialisé en raison de son coût. Le livre Guinness des records l'a homologué en 2001 comme étant la moto la plus chère au monde.
Aujourd'hui, l'ancienne usine Morbidelli dans les maisons de Pesaro est transformée en musée qui rappelle aux visiteurs l'histoire de la société. L'histoire complète en championnat du monde est représentée parmi les accessoires et les nombreuses motos d'époque.